# Klete Keller
Klete Keller (n. 21 martie 1982, Las Vegas, Nevada, SUA) este un înotător ce a reprezentat Statele Unite ale Americii, medaliat olimpic. A participat la 3 ediții ale Jocurilor Olimpice (2000, 2004, 2008) în care a câștigat 4 medalii de aur, două medalii de argint și două medalii de bronz.